# Cotherstone Castle
Cotherstone Castle är ett slott i Storbritannien.   Det ligger i kommunen Durham i riksdelen England, i den centrala delen av landet, 400 km norr om huvudstaden London. Cotherstone Castle ligger 187 meter över havet.
Terrängen runt Cotherstone Castle är platt åt sydost, men åt nordväst är den kuperad. Cotherstone Castle ligger nere i en dal. Runt Cotherstone Castle är det ganska glesbefolkat, med 29 invånare per kvadratkilometer. Närmaste större samhälle är Barnard Castle, 5,4 km sydost om Cotherstone Castle. Trakten runt Cotherstone Castle består i huvudsak av gräsmarker.